# يان أندرسن
يان أندرسن (بالدنماركية: Jan Andersen)‏ هو لاعب كرة قدم دنماركي في مركز الوسط، ولد في 17 يونيو 1945 في Østerbro ‏ في الدنمارك. شارك مع منتخب الدنمارك لكرة القدم. أما مع النوادي، فقد لعب مع نادي بولدكلوبين 1903 ونادي فرايبورغ ويانغ بويز.

## وصلات خارجية
- يان أندرسن على موقع قاعدة بيانات كرة القدم.إي يو (الإنجليزية)
- يان أندرسن على موقع ناشيونال فوتبول تيمز (الإنجليزية)